# Барбарушинце
Барбарушинце или Барбарушница (на сръбски: Барбарушинце, Barbarušince) е село в Югоизточна Сърбия, Пчински окръг, Град Враня, община Враня.

## География
Селото е разположено в планински район, основно на южния склон на Барбарушински рид и на западния склон на рида Мотина, от дясната страна на Барбарушинската река. По своя план е пръснат тип селище, съставено от отделни групи къщи. Отстои на 17,3 км югоизточно от общинския и окръжен център Враня, на 3 км северозападно от село Барелич, на юг от село Луково, на север от село Вишевце и на изток от село Горно Требешине.

## История
Първоначално Барбарушинце се намира в местността Село. Впоследствие жителите му се установяват в имотите си извън селото. Към 1903 г. селото се състои от 50 къщи.
По време на Първата световна война селото е във военновременните граници на Царство България, като административно е част от Вранска околия на Врански окръг.

## Етимология на името
Името на селото има влашки произход. Това се обяснява с факта, че в района са живели власи. Коренът му е често срещан при влашки имена, например – Барбат, Барбеш и др.

## Население
Според преброяването на населението от 2011 г. селото има 58 жители.

### Етнически състав
Данните за етническия състав на населението са от преброяването през 2002 г.
- сърби – 86 жители (100%)